# 長壁神社
長壁神社（おさかべじんじゃ）は、兵庫県姫路市立町に鎮座する神社。播磨国大社二十四社の1つ。
毎年6月22日から24日にかけて行われるゆかたまつりが有名。

## 祭神
刑部親王（光仁天皇の皇子）を主祭神に親王の王女という富姫を配祀する。

## 歴史
刑部神の本来の由来は、古墳時代から飛鳥時代にかけての中央豪族の私有民である部民の一つ、刑部（おさかべ）氏にあると考えられる。 
刑部親王は藤原百川の讒言によりその地位を追われると、親王の王女であるという富姫も幼い頃より住んでいた姫山の地で薨去。国司の角野氏がこの2人を守護神として姫山に祀って以来、代々の国司や守護職からの厚い保護と庶民からも厚い信仰を受けた。 
天正8年（1580年）頃に羽柴秀吉が姫路城の改築を始めると、縄張り内に位置するために城下に移された後に播磨国総社である射楯兵主神社の境内に摂社として祀られたが、江戸時代になって池田輝政が姫路城に入城した際に輝政が病に倒れると、当神社を移祠した祟りであろうと噂され、城内へ戻されて八天堂として再建立された。寛永16年（1639年）に藩主が松平氏に変わると再度城下へ移され、慶安2年（1649年）に榊原氏に変わると城内の社殿を再建し、城内と総社境内の二社併存となる。
寛保元年（1741年）榊原政岑に認められ、長源寺の境内に分霊が勧請された。
大正末に、長源寺で祀られていた長壁大明神が長壁神社として独立した。

## 祭祀

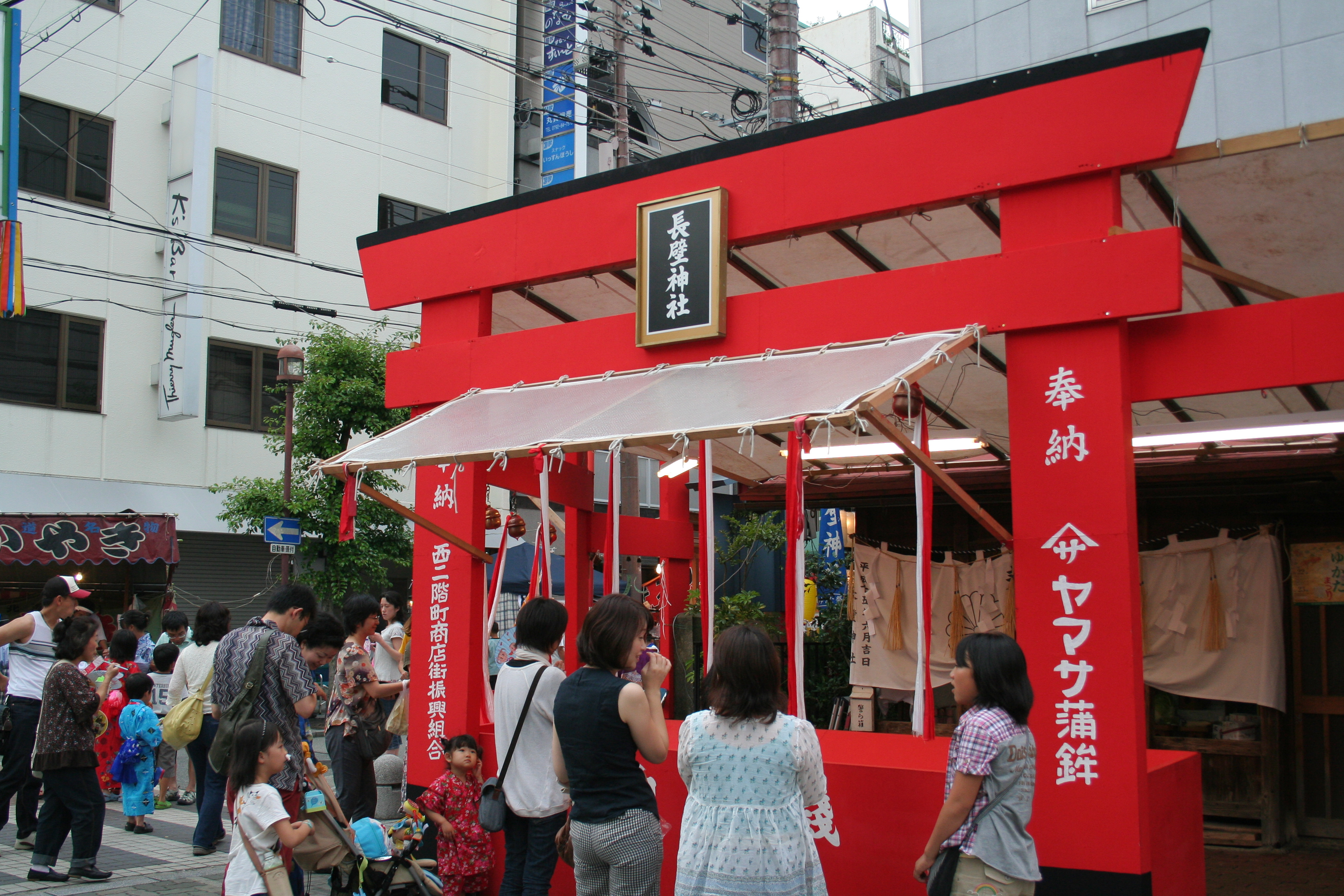
例祭期間中の長壁神社

戦後、例祭は「姫路ゆかたまつり」として姫路市の代表的な祭りの1つとなっている。

## 交通
- JR姫路駅または山陽姫路駅より徒歩10分。

## 本社
姫路城天守最上階と射楯兵主神社とにそれぞれ長壁神社が設けられている。
前橋東照宮（群馬県前橋市）に、松平朝矩が姫路藩から前橋藩に国替えとなった際に奉遷された長壁神社が合祀されている。なお、前橋側としてはあくまでも奉遷（完全な引っ越し）であり、分社どころかこちらこそが本体という建前である。ただし、このことで姫路側と争う姿勢は無い。
朝矩の父松平明矩は歴代城主の中でも特に長壁神を崇敬し、京都の吉田家に願い出て正一位の神階を取得するほどであった。